# Francisco Antonio Boher
Francisco Antonio Boher va néixer a finals del segle xviii o principis del segle xix). Es tractà d'un frare dominic català que fou rector de la Universitat de Cervera.
Francisco Antonio Boher, frare dominic, fou professor de cànons de la Universitat de Cervera vers l'any 1838 moment en el qual la universitat ja estava destinada a retornar a Barcelona. Va ser rector amb caràcter d'interinitat. Va morir al segle xix.